# Roberts Memorial Provincial Park
Der Roberts Memorial Provincial Park (auch Roberts Memorial Park) ist ein nur 14 Hektar (ha) großer Provincial Park im Südwesten der kanadischen Provinz British Columbia, auf Vancouver Island. Der Park ist einer von zwei Provincial Parks in British Columbia die im Namen den Zusatz „Memorial“ tragen.
Bei dem Park handelt es sich um einen sogenannten Day-Use Park. Der Park verfügt über keine umfangreiche touristische Infrastruktur und ist nur für Tagesbesuche ausgestattet.

## Anlage
Der Park liegt im Regional District of Nanaimo, im Südosten von Vancouver Island, etwas mehr als 15 Kilometer Luftlinie südöstlich von Nanaimo.
Bei dem Park handelt es sich um ein Schutzgebiet der IUCN-Kategorie III (Naturdenkmal).

## Geschichte
Der Park wurde am 22. Mai 1980 als einer der Provinzparks in British Columbia eingerichtet. Der Park entstand aus einer privaten Landschenkung, zur Erinnerung an den Ehemann und die Tochter der Schenkerin und wurde dann auch nach der Schenkerin benannt.
Wie jedoch bei fast allen Provinzparks in British Columbia gilt auch für diesen, dass die Gegend, lange bevor sie von europäischen Einwanderern besiedelt oder sie Teil eines Parks wurde, in diesem Fall Jagd- und Siedlungsgebiet verschiedener Gruppen der First Nations war. Für deren Nutzung des Gebiets finden sich im Park auch archäologischen Fundstellen in Form von shell middens (Muschelhaufen).

## Flora und Fauna
Mit dem Biogeoclimatic Ecological Classification (BEC) Zoning System wird das Ökosystem von British Columbia in verschiedene biogeoklimatische Zonen eingeteilt. Biogeoklimatische Zonen zeichnen sich durch ein grundsätzlich identisches oder sehr ähnliches Klima sowie gleiche oder sehr ähnliche biologische und geologische Voraussetzungen aus. Daraus resultiert in den jeweiligen Zonen dann grundsätzlich auch ein sehr ähnlicher Bestand an Pflanzen und Tieren. Innerhalb dieser Systematik wird der Park der Coastal Douglas-Fir Zone zugeordnet.